# راندا ويليامز
راندا ويليامز (بالإنجليزية: Randa Williams)‏ (والمعروفة باسم دُنكان، من مواليد 1962)، هي مليارديرة أمريكية ووريثة ثروة عائلة دنكان (من خلال منتجات المؤسسة، التي لا تزال تحت سيطرة الأسرة).

## حياتها المُبكرة
وُلدت راندا دُنكان في عام 1962. كان والدها دان دانكان، المؤسس المشارك لشركة منتجات المؤسسة Enterprise Products.
حصلت راندا على درجة الدكتوراه من جامعة هيوستن وعلى درجة البكالوريوس من جامعة رايس.

## حياته المهنية
مارست ويليامز مهنة القانون والمُحامة بعد تخرجها من الكلية مع بتلر بينيون وبراون، وسيمز، ووايز وايت. شغلت وليامز منصب الرئيس والمدير التنفيذي لشركة منتجات المؤسسة (Enterprise Products) ونائب الرئيس في نفس الشركة في الفترة من عام 1994 إلى فبراير عام 2001.
ورثت ويليامز 3.1 مليار دولار عند وفاة والدها. ونتيجةً لإلغاء مؤقت في قانون الضريبة العقارية لعام 2010، أصبحت دنكان أول مليارديرة أمريكية لم تدفع أي ضريبة عقارية منذ إصدار القانون.

## أعمال الخير
حصلت ويليامز على عضوية مجلس أمناء حديقة حيوان هيوستن، وكانت عضوةً في مجلس أمناء متحف هيوستن للعلوم الطبيعية (1995)، ورئيسها. كما كانت ويليامز عضوةً في مجالس الوصاية لمؤسسة تعليم الطيران في الفضاء، ومدرسة ريفر أوكس المعمدانية، وتحدي هيوستن.
تم انتخاب ويليامز في عام 2013 كرئيس غير تنفيذي لشركة منتجات المؤسسة Enterprise Products.
تعيش ويليامز في هيوستن مع زوجها، ولديهم طفل واحد.